# グラスベルグ鉱山
グラスベルグ鉱山（インドネシア語: Tambang Grasberg、オランダ語: Grasbergmijn）とは、世界最大の金鉱山で世界三位の銅鉱山であるインドネシア・中部パプア州にある鉱山。

## 概要
グラスベルグ鉱山はパプアの最高峰プンチャック・ジャヤの近くに位置し、19,500人の雇用を生んでいる鉱山で、その多くはフリーポート・マクモランによって所有されている。同社はインドネシアで実際に事業を行う子会社のPTフリーポート・インドネシアの株式の90.64%を所有しており、そのうち9.36%は完全子会社のPTインドカッパー・インヴェスタマが所有している。残りの9.36%の株式はインドネシア政府によって所有されている。フリーポート・マクモランはインドネシア政府との合意の下に、同鉱山の開発、操業、生産を24,700エーカーの広さを有するA地区で行っている。また合意には50万エーカー程度の広さを有するB地区での開発行動も含まれている。現在のフリーポート社の鉱物供給は全てA地区で行われている。2006年の生産高は銅が610,800t、金が58,474,392g、銀が174,458,971gとなっている。

## 歴史
1936年、オランダの地質学者、ジャン＝ジャック・ドージィがオランダ領東インドの最高峰であるプンチャック・ジャヤの探検に向かった時、緑がかった黒色を呈する岩があった事を記録しており、数週間を費やし、金鉱と銅鉱の広がりを推定した。そして1939年にそのエルツベルグ（オランダ語で鉱山の意）に関する報告を提出した。彼はロイヤル・ダッチ・シェルによって1935年に作られた探検会社であるオランダニューギニア石油会社に勤務した。この会社はモービルから40%、シェブロンの子会社から20%の融資を受けていた。
1959年3月、ニューヨーク・タイムズはオランダがアラフラ海に流れ込んだ山岳起源の金の出自を探している事を報じた。同年8月、フリーポートに勤務していた地質学者のフォルベス・ウィルソンはドージィの1936年の報告を読み、その鉱山を探索する準備にすぐに取りかかった。翌1960年の探検で彼とデル・フリント率いる探検隊は巨大な銅鉱床を発見し、フリーポートによって買収された。
1963年にオランダ領ニューギニアがインドネシアになるとこの鉱山はスハルト政権下に1967年の外資法によって置かれた。標高4100m地点にあり、イリアン・ジャヤでも有数の不便な地にありながらも、当時のインドネシアは莫大な投資を行った。当初の施設建設費用は5500万米ドルであったが、最終的には1億7500万米ドルにまで膨らみ、1973年に操業が公式に開始された。116kmの道路とパイプライン、港湾、滑走路、発電所、銅の町の意を持つテンバガプラという町がその費用で作られた。公式な操業は1973年だが、1972年12月には事業が始まっており、1981年にはエルツベルグ東鉱山が操業開始した。索道が物品や人員の輸送を担った。鉱石は鉱山から600m下にあり、選鉱された鉱石と水とを60:40の割合で混ぜた泥漿の形で、山、熱帯雨林、湿地を経て積み下ろしを行うアママパレの港にまでパイプラインで輸送された。固体の選鉱量は銅が317kg、金が30g、銀が30gであった。
1977年には自由パプア運動が鉱山を攻撃した。自由パプア運動は泥漿のパイプラインを爆破し、数千万ドルの損害を出し、更に鉱山の設備を破壊した。インドネシア軍は即座に反応し、800人以上を殺害した。
1980年代半ば、元々の鉱山は急激に枯渇していったため、フリーポート社はこの地域の他の鉱床を探索した。1988年、同社は400億ドル程の価値がある鉱床をグラスベルグ（オランダ語で草原の山の意）に発見した。このグラスベルグはエルツベルグからわずか3km程の距離にあった。グラスベルグに至るまでの山道である重機交通道路（H.E.A.T.）は設備投資が1200万ドルから1500万ドルと見積もられたが、エルツベルグ鉱山建設時に貢献したインドネシアの道路業者が道路を建設し、この費用はわずか200万ドル程であった。
2003年から2006年、銅価格が上昇し、鉱山は潤った。更にアジアの電気網整備による需要によって価格は1トンあたり1500ドルから8100ドルにまで跳ね上がった。

## 労働

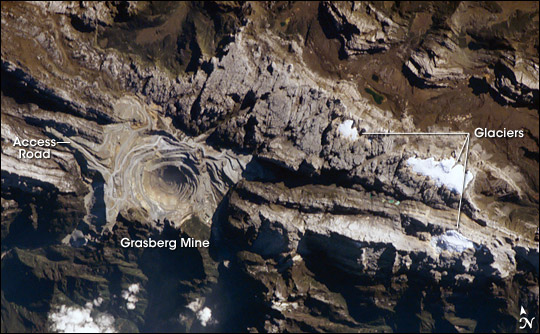
空撮によるグラスベルグ鉱山の様子

労働には露天採鉱や坑内採鉱、選鉱等がある。マイル単位の広さのクレーターを表面に作る露天採鉱は量が多く、低価格で実施出来、研磨工場の75%以上を占める6700万トンの鉱石が2006年にはこの方法で採掘されている。
鉱石は工場に送られる前にまず鉱山で粉砕され、工場でより細かく砕かれ、浮選までされる。この鉱山の工場コンビナートは世界で最も大きい物で、四つの砕石場と二つの半自動粉砕機があり、日平均24万トンが2006年に砕石された。
浮選は鉱石の銅金合金を分離する為に使われてる。銅金合金が含まれている泥漿は三つのパイプラインによって70マイル以上離れた港であるアママパレで排水される。一回フィルターを介して乾燥させれば、銅、金、銀を含む合金が現れ、精錬されたのちに世界中に出荷される。
港の工場には石炭発電所があり、この発電所がグラスベルグの電力を供給している。

## 環境

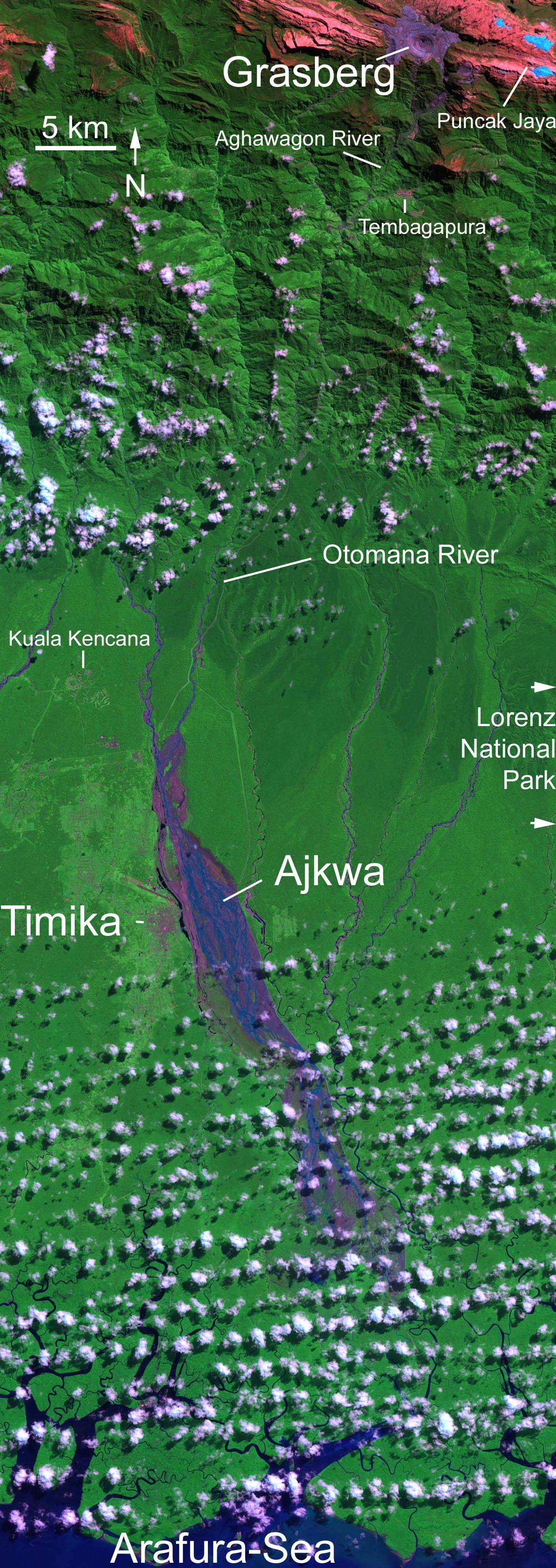
フリーポートの契約にある労働域。紫色の川は選鉱屑である（2003年）。

選鉱屑は日平均23万トン排出されるが、アイクワ川の水域ならびにアラフラ海の環境に影響を及ぼすと考えられている。アイクワ川沿いの130平方キロメートル (50 sq mi)（230平方キロメートル (89 sq mi)とも）の低地は多量の堆積物に覆われており、元々棲息していた魚は消え、澱んだ水が流れている。700kt/dの量が標高480mまでの8平方キロメートル (3 sq mi)の高地に残っている。その酸性の雨水は銅を溶解し、良質な原石を上流からワナゴン川へと流してしまい、結局河道の外に堆積するか海へと流入して行方が知れなくなっている。フリーポート社の公式見解としては、「被覆岩は高地の石灰岩が露出している地域で被覆岩管理制度に基づいて常に監視されている。選鉱屑は制限された水域でのみ低地に運ばれ、低地に達し次第、選鉱屑を捕える目的で建てられた堤防で回収している。」との物である。フリーポート社曰く、その廃水は調整されているとの事である。
1995年、海外個人投資会社（OPIC）はフリーポート社との保険契約をアメリカ合衆国で許可されていない次元の環境改変の為に破棄した。この種類によるOPICの破棄は過去に例を見ない物で、フリーポート社は提訴した。フリーポート社は、この契約破棄は1994年の一回の訪問の結果にある事実を反映していない物を基底としたために起こった物であるとして、その後にデームス・アンド・ムーア社の独自の環境アセスメントを経て問題なしとしている。1996年4月、フリーポート社はOPICとの契約を破棄し、契約する上での環境基準を超過していた事を認めた。しかし、OPICの報告書も一般に公開されたのは後の事であった。

### 環境への影響
鉱山は赤道直下のかつて山岳氷河であった地域に位置している。その急斜面は地震やスコール等と共に鉱山活動にも関係があり、露天採鉱場内への地すべりを引き起こす事もある。
修景計画が鉱山で始まったが、環境団体や地元住民は鉱山から排出された選鉱屑が周辺の河川や地表面、地下水を通じて、潜在的に銅汚染、酸性水発生を引き起こしている事を問題視している。フリーポート社は排出問題を産業の基準に合わせる為に邁進していると言う。
フリーポート社と取引先であるリオ・ティントは共に世界二位の投資ファンドであるノルウェー政府年金基金から、この鉱山での環境破壊を引き起こした事に対する批判のために投資を排除された。この決定により約8億7000万米ドル程度と見積もられる株式が排除された事となった。

## 鉱山への攻撃
鉱山周辺での待ち伏せ襲撃が三人の嘱託教員が殺害された2002年8月初頭に起こった。この事件はコパススが起こさせた物とも言われている。
連続襲撃が2009年7月11日に始まり、5日以上に亘ってそれは続いた。フリーポート社の従業員であった29歳のオーストラリア人、ドロウ・グラントはゴルフへと向かう途中の道で車の背後に座っていた所を銃殺された。グラントは首、胸、胃に計五発の銃弾を撃たれて軍事兵器を持った何物かに殺害されたとの旨を警察は発表した。この一連の襲撃では彼の他にもフリーポート社の警備員であったマルクス・ラテアロや警察官数人が他にも殺害されている。
2011年4月7日、フリーポート社の従業員二人が殺害され、社用車が炎上した。銃弾が車内から発見された事から、銃を持った人間が火をつけて逃走した可能性が高いとされている。この事件は熱帯雨林の道沿いを担当し鉱山まで先導する計数百人の警備員らに不満を与えた。
グラスベルグ鉱山はパプア州に於いて、摩擦の大きな種となっている。摩擦に多い原因は、鉱山の環境へ与える影響についてや、地元のパプア人に対する還元が低い事（フリーポート社の各年報告では2010年の鉱山での歳入は64億円に対して管理費用は41億円である）、この鉱山を守る為にインドネシア防衛軍がおり彼らへの給与を支払う事への合法性等が挙げられている。
パプア州はまた、パプア州と西パプア州の政府を転覆させる事を目的とした武装組織であるパプア国民運動の本拠地であり、行政は鉱山への攻撃に対して幾分かの責任があるとされている。

## 事故
2013年5月14日、鉄道用の隧道が崩壊し、少なくとも33人が生き埋めとなった。直後の鉱山側の公式見解では、3人が死亡したとの事であるが、アリゾナ州にある事務所側の公式見解では、犠牲者はいなかったとの事である。同月20日、10人の鉱夫が救助され、14人の死体が発見され、総死者数は17人となった。残る11人は瓦礫の下に埋葬されていると思われる。

## 労働争議
2011年7月、パプア人の銅鉱夫は時給を1.5ドルに引き上げるようストライキを起こした。この結果、一週間に亘り、この鉱山の生産は停止した。